# Heterogramma orthoscia
Heterogramma orthoscia là một loài bướm đêm trong họ Noctuidae.